# Phoenicoparrus
Genre
Le genre Phoenicoparrus regroupe deux espèces d'oiseaux appartenant à la famille des Phoenicopteridae.

## Liste des espèces
D'après la classification de référence (version 14.1, 2024) de l'Union internationale des ornithologues, il y a 3 espèces du genre Phoenicoparrus (ordre philogénique) :
- Phoenicoparrus andinus (Philippi, 1854) – Flamant des Andes ;
- Phoenicoparrus jamesi (Sclater, PL, 1886) – Flamant de James.

Les deux taxons sont inscrits à l'annexe II de la Cites.